# Wharram-le-Street
Pour les articles homonymes, voir Wharram.
Wharram-le-Street est un village et une ancienne paroisse civile du Yorkshire du Nord, en Angleterre.